# Орлов, Константин Николаевич
Константин Николаевич Орлов (1908, Чернёво, Санкт-Петербургская губерния — 11 марта 1940, Сяккиярви, Виипури) — капитан Рабоче-Крестьянской Красной Армии, участник советско-финской войны, Герой Советского Союза (1940).

## Биография
Константин Орлов родился в 1908 году в селе Чернёво (ныне — Гдовский район Псковской области). После окончания пяти классов школы работал секретарём сельского совета.
В 1929 году  был призван на службу в Рабоче-Крестьянскую Красную Армию. В 1932 году  окончил Смоленскую военную авиационную школу лётчиков. Участвовал в боях на озере Хасан.
Участвовал в боях советско-финской войны, будучи командиром эскадрильи 31-го скоростного бомбардировочного авиаполка 16-й скоростной бомбардировочной авиабригады ВВС 7-й армии Северо-Западного фронта. За время своего участия в войне он совершил 19 боевых вылетов на бомбардировку скоплений вражеских войск и важных объектов.
11 марта 1940 года в бою самолёт Орлова был сбит в районе Сяккиярви (ныне — посёлок Кондратьево Выборгского района Ленинградской области), лётчик направил его на скопление финской боевой техники и живой силы, погибнув при взрыве.
Указом Президиума Верховного Совета СССР от 7 апреля 1940 года за «образцовое выполнение боевых заданий командования на фронте борьбы с финской белогвардейщиной и проявленные при этом отвагу и геройство» капитан Константин Орлов посмертно был удостоен высокого звания Героя Советского Союза и награждён орденом Ленина.